# Madagascarchaea moramora
Madagascarchaea moramora — вид павуків родини архідових (Archaeidae). Описаний у 2018 році.

## Поширення
Ендемік Мадагаскару. Виявлений у лісі Мікіра в районі Аналандзируфу в провінції Туамасіна на північному сході острова.

## Опис
Чоловічий голотип завдовжки 1,53 мм, а жіночий паратип 1,98 мм.